# Demografía de Kiribati
Este artículo describe la demografía de Kiribati.

## Datos de la CIA World Facebook
Población:
105.432 (junio de 2006, est.)
Estructura por edades:

0-14 años:
38,6% (hombres 20.608/mujeres 20.060) 

15-64 años:
58,1% (hombres 30.216/mujeres 31.004) 

65 años y más:
3,4% (hombres 1.517/mujeres 2.027) (2006, est.)
Tasa de crecimiento de población:
2,24% (2006, est.)
Tasa de natalidad:
30,65 nacimientos/1.000 habitantes (2006, est.)
Tasa de mortalidad:
8,26 muertes/1.000 habitantes (2006, est.)
Tasa de inmigración:
0 inmigrante(s)/1.000 habitantes (2006, est.)
Tasa de masculinidad:

al nacer: 1,05 hombre(s)/mujer

hasta los 15 años: 1,03 hombre(s)/mujer

15-64 años: 0,98 hombre(s)/mujer

65 años y más: 0,75 hombre(s)/mujer

total de la población: 0,99 hombre(s)/mujer (2006 est.)
Tasa de mortalidad infantil:

total: 47,27 muertes/1.000 nacidos vivos

hombres: 52,34 muertes/1.000 nacidos vivos

mujeres: 41,95 muertes/1,000 nacidos vivos (2006 est.)
Esperanza de vida al nacer:

total de la población: 62,08 años

hombres: 59,06 años

mujeres: 65,24 años (2006, est.)
Tasa de fertilidad:
4,16 niños nacidos/mujer (2006, est.)
Médicos por cantidad de habitantes

0.3 médicos cada 1000 habitantes (2006)
Camas de hospital por cantidad de habitantes

1.4 camas cada 1000 habitantes (2010)
Prevalencia de obesidad en la población adulta

46% 
Grupos étnicos:
I-Kiribati 98,8 % (2020)
Religiones:
Católicos 58 %, protestantes 29 %, otros: adventistas de séptimo día 2,1 %, Islámicos, bahá'ís 2,1%, mormonistas 5.6% (2020)
Idiomas:
Inglés (oficial), gilbertense